# Брица ди Сопра (Удине)
Брица ди Сопра је насеље у Италији у округу Удине, региону Фурланија-Јулијска крајина.
Према процени из 2011. у насељу је живело 22 становника. Насеље се налази на надморској висини од 427 м.